# Ganmain
Ganmain é uma cidade da região de Riverina, Nova Gales do Sul, Austrália. Ganmain fica a cerca de 55 quilômetros (34 milhas) a noroeste de Wagga Wagga, e 50 quilômetros (31 milhas) a leste de Narrandera. Ganmain está na área de Coolamon Shire e tinha uma população de 648 habitantes segundo o censo de 2006.